# 旭川四條車站
旭川四條車站（日语：／ Asahikawa-yojō eki */?）是日本北海道旅客鐵道（JR北海道）所經營的鐵路車站，位於北海道旭川市4條通18丁目，是宗谷本線的沿線車站之一，車站編號是A29。除此之外，由於定義上以隔鄰的新旭川車站作為起站的石北本線上之所有列車全都會途經本站駛抵旭川車站，並以該站作為運務上的起點，因此旭川四條在實務上等同於該線的沿線車站之一。

## 歷史
- 1957年（昭和32年）2月1日 - 以國有鐵道的旭川四條臨時乘降場身份開始營運。
- 1973年（昭和48年）9月29日 - 由周邊的線路架空化而升格為正式車站（只處理乘客）。
- 1987年（昭和62年）4月1日 - 國鐵分割民營化後，由JR北海道繼承。
- 1999年（平成11年）- 取消簡易委託，車站無人化。
- 2003年（平成15年）5月10日 - 因為旭川站與旭川車廠之間進行電氣化，所有旭川車廠的不載客列車都會經車站。
- 2009年（平成21年）10月3日 - 一輛使用711系車輛營運的團體臨時列車在旭川四條停靠。是路線電氣化之後，首度有電力列車進行營運停站的紀錄。

## 車站結構
本站為高架站，是由旭川站管理的無人站，設有2面2線的側式月臺，車站的候車室及公用洗手間等設施，設置在高架路軌下方。

### 月臺配置
| 月臺 | 路線                | 方向 | 目的地         |
| ---- | ------------------- | ---- | -------------- |
| 1    | ■宗谷本線           | 下行 | 比布・名寄方面 |
| 1    | ■石北本線           | 下行 | 上川・北見方面 |
| 2    | ■宗谷本線 ■石北本線 | 上行 | 旭川方面       |

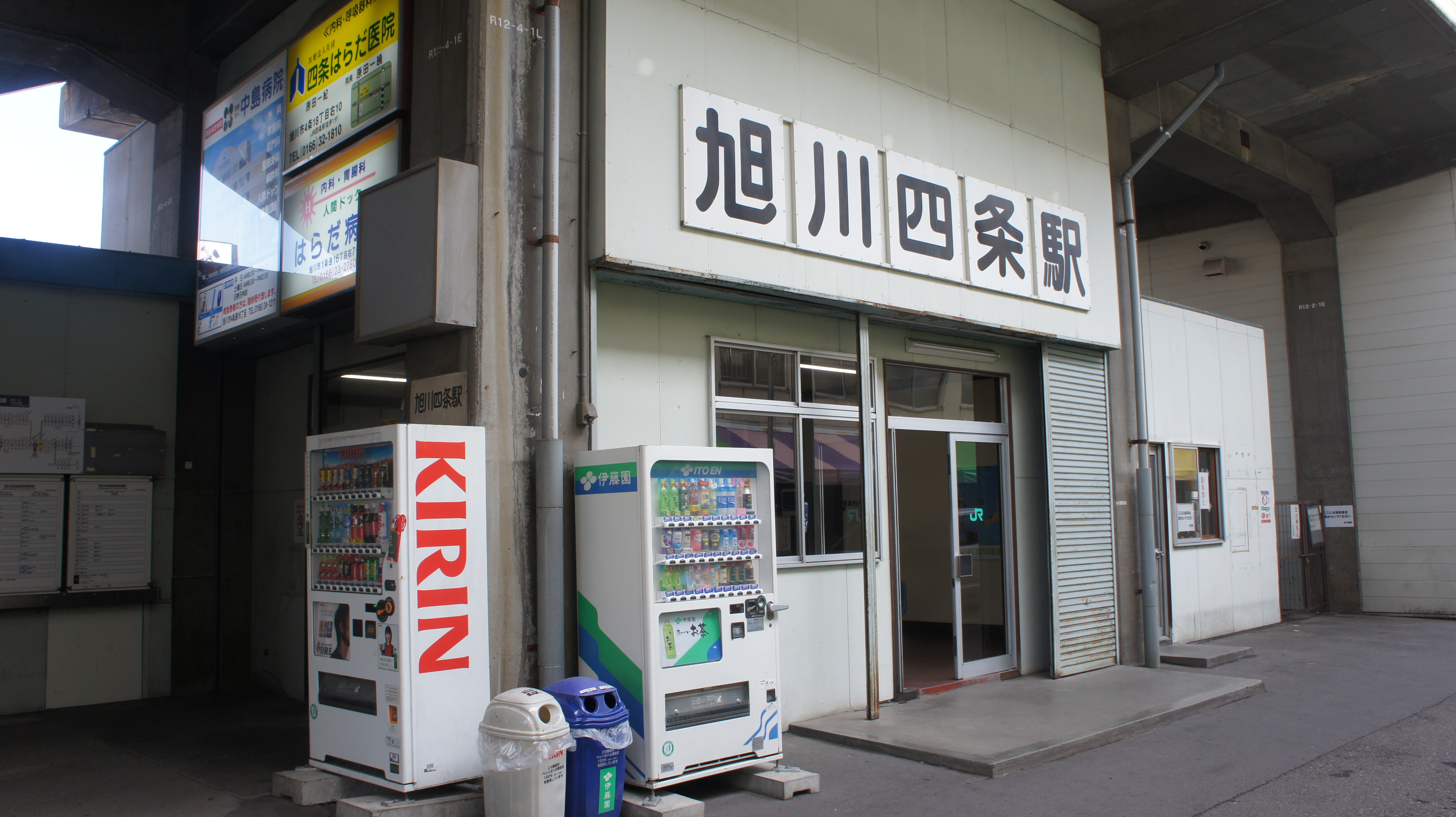
候車室入口（2017年8月）
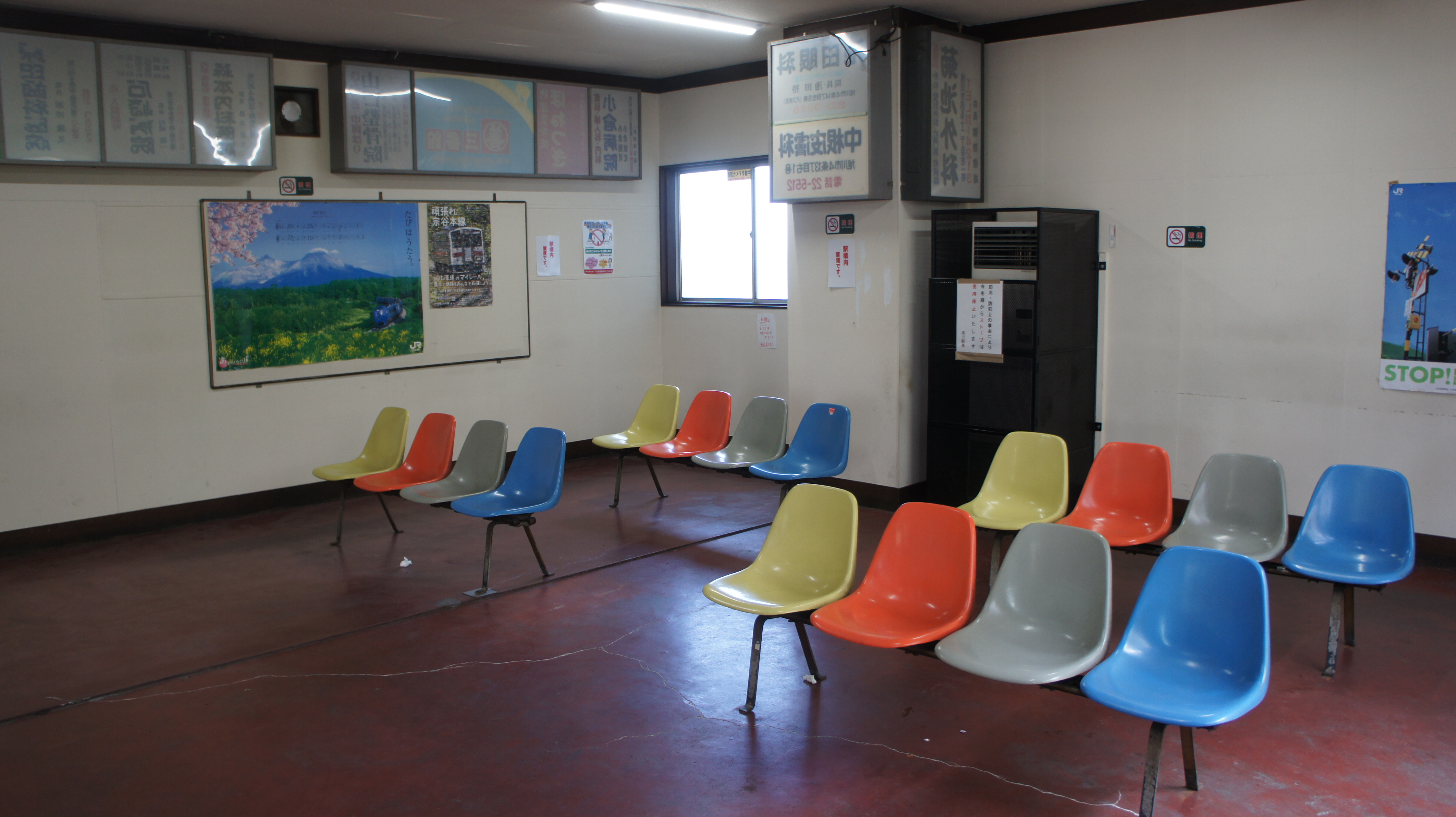
候車室（2017年8月）
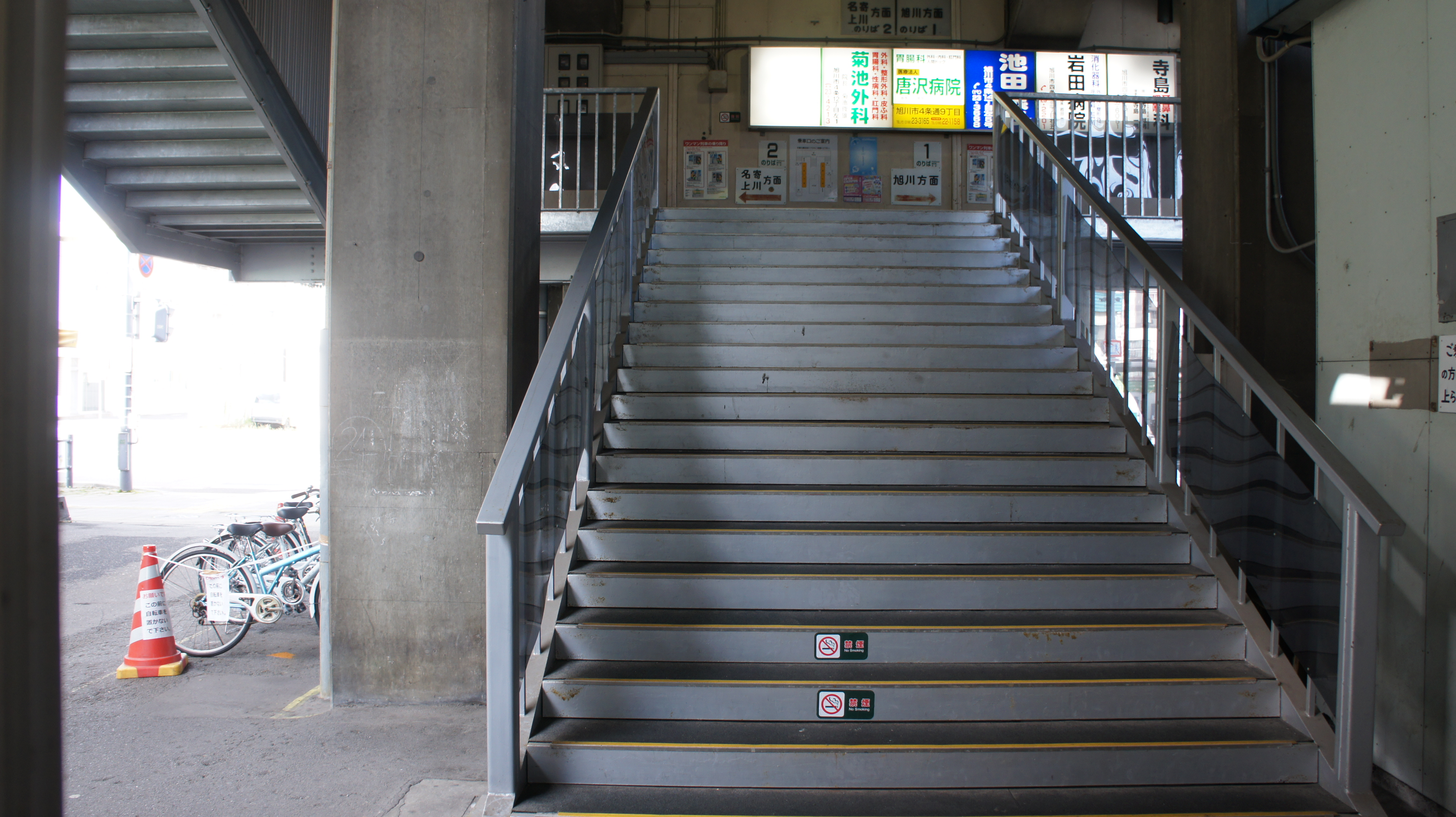
連絡道路（2017年8月）
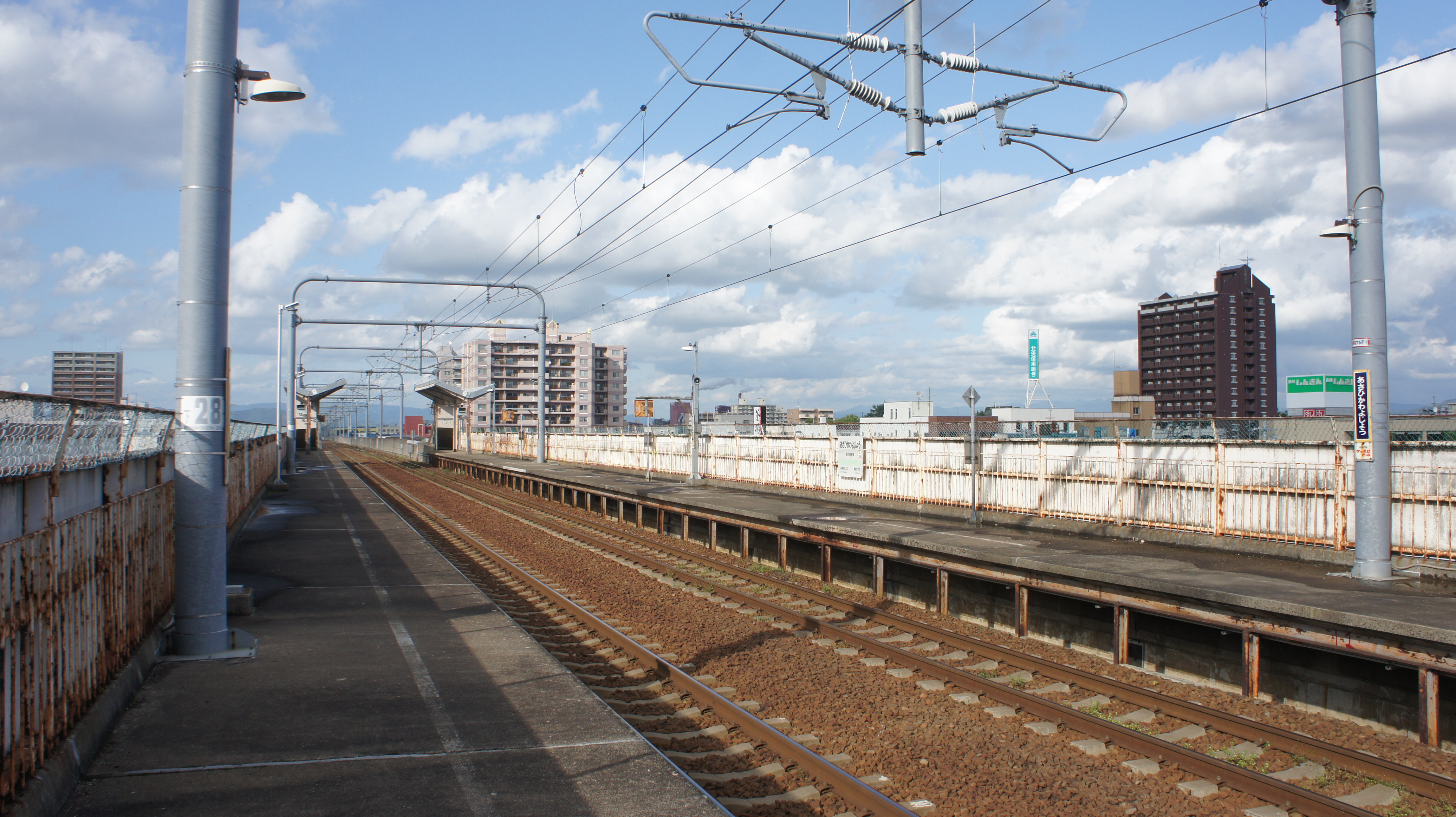
月臺（2017年8月）
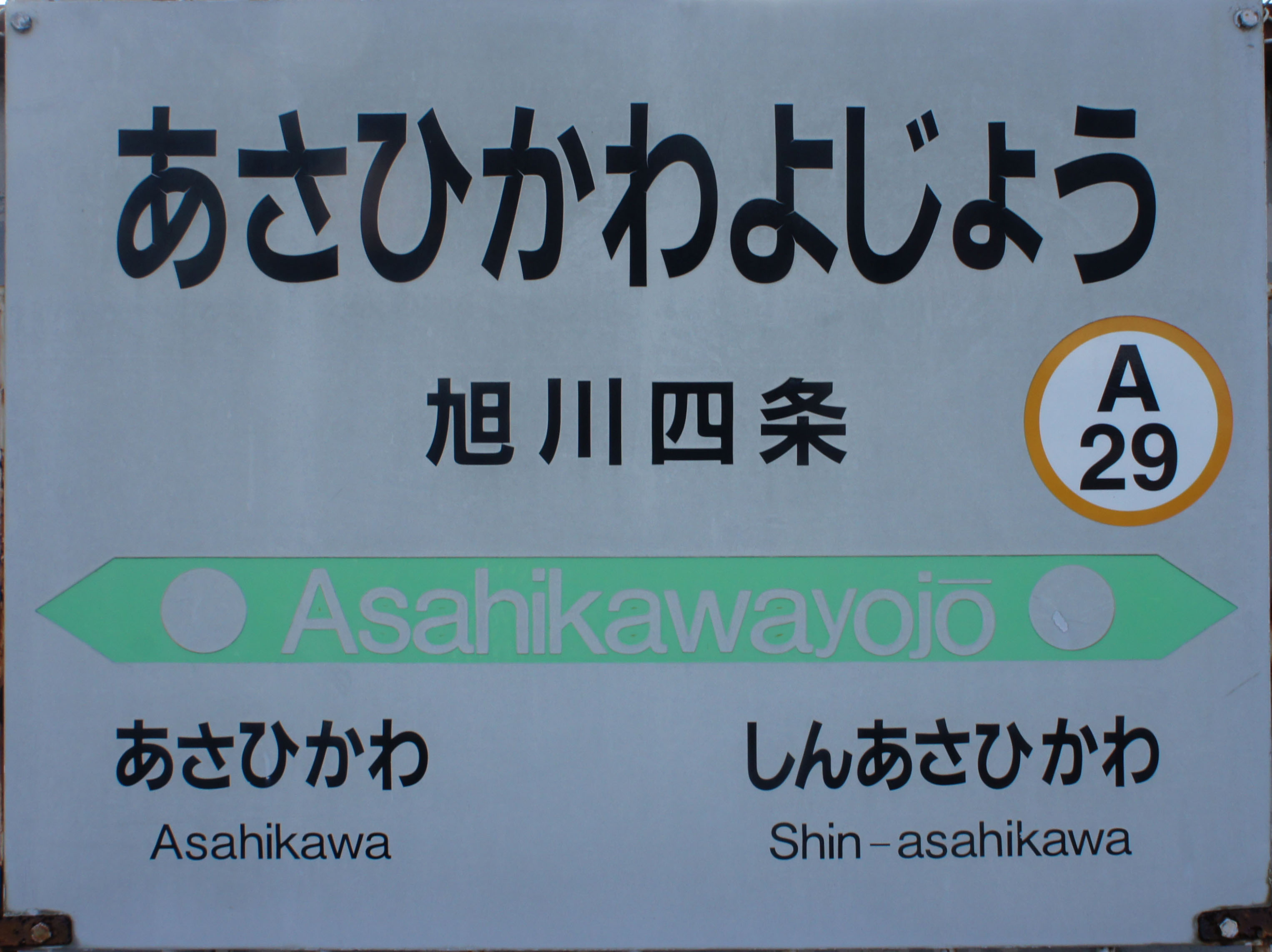
站名標（2017年8月）

## 車站周邊
旭川四條位於旭川市市中心東側的市郊住宅區內，亦是豐岡、東光等地區主要的進出動線。
在架空路軌下方，沿著鐵路線周圍所發展而成的1條通至6條通地區，通稱為「17丁目全商店街」（17丁目オール商店街），是當地較為知名、聚集了許多服飾店與雜貨店等商店的老商店街。
- 國道39號
- 旭川東警署（日语：旭川東警察署）
- 旭川四條郵政局
- 旭川信用金庫（日语：旭川信用金庫）東分店
- 留萌信用金庫（日语：留萌信用金庫）旭川分店
- 北見信用金庫（日语：北見信用金庫）四條分店  （舊紋別信用金庫（日语：紋別信用金庫）四條分店）
- 北洋銀行大雪通分店
- 旭川厚生醫院
- 中島醫院
- 旭川煤氣（日语：旭川ガス）總公司
- 中卯（日语：なか卯）旭川四條通分店
- 蜂屋（日语：蜂屋）旭川總店
- 旭川銀座通商店街
- 銀座中心大廈（日语：銀座センタービル）
- 旭川賽馬中心（日语：旭川レーシングセンター）
- 北大學力增進會（日语：北大学力増進会）旭川總部
- 道北巴士（日语：道北バス）、旭川電氣軌道「四條18丁目」車站

## 相鄰車站
北海道旅客鐵道（JR北海道）
■宗谷本線
（包括直通■石北本線）
特別快速「北見」
通過
快速「名寄」（只限來回1班停靠）
旭川（A28）－旭川四條（A29）－永山（W31）
普通
旭川（A28）－旭川四條（A29）－新旭川（A30）

### 曾經存在的路線
旭川電氣軌道
東川線（廢止）
旭川一條－旭川四條－四條廿丁目
旭川市街軌道
四條線（廢止）
四條十七丁目－四條十一丁目

## 外部連結
- （日語）JR北海道 – 旭川四條車站 （页面存档备份，存于）

43°45′51″N 142°22′33″E / 43.76417°N 142.37583°E